# Pablo Escobar
Pablo Emilio Escobar Gaviria (Rionegro, Antioquia, 1 de diciembre de 1949 - Medellín, Antioquia, 2 de diciembre de 1993) fue un narcotraficante, criminal, terrorista y político colombiano, fundador y máximo líder del Cartel de Medellín.
Nacido de una familia campesina, Escobar desde pequeño demostró habilidad para los negocios. Inició su vida delictiva a finales de la década de 1960 como sicario a sueldo y en el robo de carros. A finales de la década de 1970 se involucró en la producción y comercialización de cocaína al exterior.
Tras formar alianzas con Gonzalo Rodríguez Gacha, Carlos Lehder y Jorge Luis Ochoa y su clan, Escobar fundaría el Cartel de Medellín, organización que, en su auge, monopolizó el negocio de la cocaína desde su producción hasta su consumo, controlando más del 80 % de la producción mundial de dicha droga y el 60 % del mercado ilícito de la misma en Estados Unidos. Logrando así consolidar su imperio criminal, convirtiéndolo en el hombre más poderoso de la mafia colombiana, acumulando una inmensa fortuna, que rondó los ocho mil millones de dólares entre bienes y efectivo, consagrándolo así como uno de los hombres más ricos del mundo, según la revista Forbes durante siete años consecutivos.
Para excusar su inmensurable capital, a comienzos de los años ochenta, Escobar trataría de pulir su imagen a través de la realización de obras de caridad para los desprotegidos y con una breve incursión en la política, ocupando un escaño como representante a la Cámara en el Congreso Nacional en 1982. Sin embargo, en 1983, tras diversas publicaciones del diario El Espectador y con la acusación directa del ministro de Justicia, Rodrigo Lara Bonilla, pierde su escaño y es acusado públicamente por sus negocios ilegales. Tiempo después, Lara Bonilla y Guillermo Cano Isaza, director del El Espectador, son asesinados por órdenes de Escobar.
Para 1985, el narcotráfico ya estaba en pleno auge y asimismo los carteles dominaban a Colombia, lo que desató una guerra contra el Gobierno, encabezado en ese entonces por Belisario Betancur. Este último fue quien había puesto a Rodrigo Lara Bonilla como ministro de Justicia, el cual había señalado a narcotraficantes que estaban involucrados en política, economía, inclusive en el mundo del fútbol.
Los narcos tenían ejércitos privados, negocios por todo Colombia, grandes extensiones de tierras y el control de mercados como el de las esmeraldas. Más adelante, Lara desmanteló el laboratorio de cocaína más grande del Cartel de Medellín, Tranquilandia, y decomisaría treinta aviones del mismo grupo. La guerra de los narcos contra el Gobierno se tornó violenta y sádica.
Tras sendos intentos de negociación, múltiples secuestros, y asesinatos selectivos de jueces y funcionarios públicos, en 1989, el Cartel de Medellín con Escobar al mando declaró la guerra total contra el Estado. Organizó y financió una extensa red de sicarios, leales a su mando, que asesinaron a personalidades claves para la institucionalidad colombiana, como el dirigente liberal Luis Carlos Galán, y perpetrando actos terroristas indiscriminados como el empleo de coches bomba en las principales ciudades del país que desestabilizaron al mismo, puso a las autoridades «de rodillas», y que lo convirtió en el criminal más buscado del mundo a comienzos de los años noventa. Fue el responsable del asesinato de 657 policías entre 1989 y 1993, y de feroces enfrentamientos contra el Cartel de Cali, los paramilitares del Magdalena Medio y finalmente Los Pepes.
Después de la consumación de la Asamblea Nacional Constituyente en 1991, que le dio a Colombia una nueva constitución y la prohibición de la extradición de nacionales a los Estados Unidos, Escobar decidió someterse a la justicia con la única condición de ser recluido en La Catedral, una ostentosa cárcel ubicada en sus terrenos. Tras demostrarse que aún seguía delinquiendo tras las rejas, el Gobierno quiso capturarlo, por lo cual Escobar se fugó, saliendo fácilmente por la parte trasera de la prisión, lo que fue uno de los episodios más vergonzosos para la autoridad penitenciaria del país. Tras su escape, el Gobierno conformó el denominado Bloque de Búsqueda para recapturarlo y, tras 17 meses de intenso rastreo, fue localizado por el Bloque en el Barrio Los Olivos de Medellín muriendo el jueves 2 de diciembre de 1993.

## Biografía

### Familia

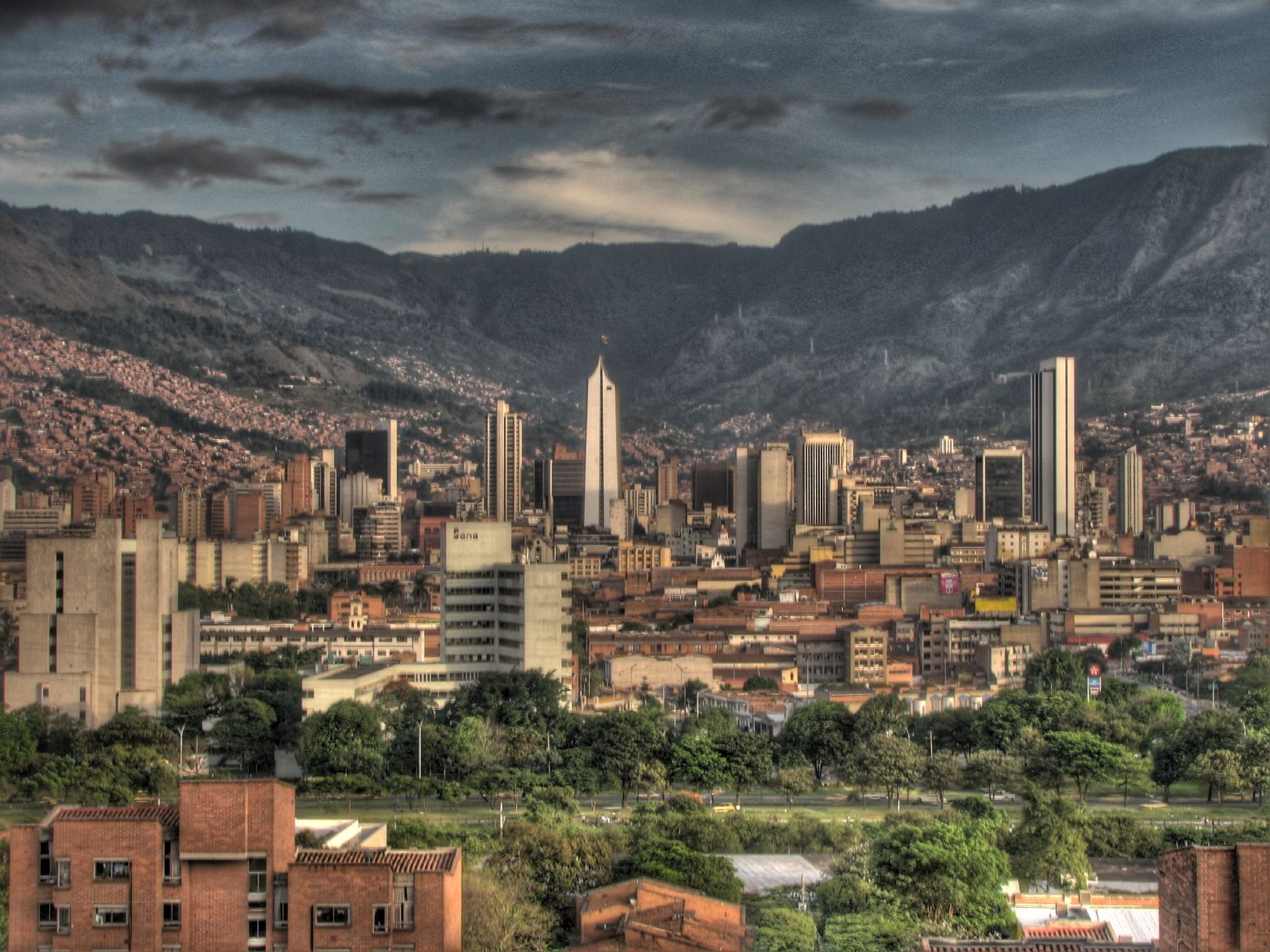
Medellín, la segunda ciudad más importante y poblada de Colombia; lugar donde Escobar creció e inició su carrera delictiva.

Pablo Emilio Escobar Gaviria nació el 1 de diciembre de 1949 en la vereda El Tablazo, zona rural de Rionegro, Antioquia, Colombia. Fue el segundo de un hogar de siete hijos, sus padres fueron Abel de Jesús Escobar Echeverri, campesino agricultor que dejó una inmensa fortuna cuando falleció, y Hermilda de los Dolores Gaviria Berrío, maestra de escuela. Sus hermanos, en orden de nacimiento, fueron: Roberto de Jesús, alias el Osito, Gloria Inés, Argemiro, Alba Marina, Luz María y Luis Fernando (el menor, nacido en 1958 y asesinado a los 19 años en 1977).
Su abuelo materno, Roberto Gaviria Cobaleda, ya le había precedido en actividades ilegales, ya que fue un renombrado contrabandista de Whisky en épocas en que este era ilegal (principios del siglo XX). El mencionado Roberto Gaviria fue también abuelo del abogado y político colombiano José Obdulio Gaviria.
En una entrevista concedida a la televisión nacional del entonces (años ochenta), Pablo Escobar manifestaba sobre sus orígenes lo siguiente:

Pues mi familia no tuvo unos recursos económicos importantes y vivimos dificultades como las que vive la mayoría del pueblo colombiano, entonces no somos ajenos a esos problemas, los conocemos profundamente y los entendemos.
Pablo Escobar

Sin embargo, sus antepasados y sus familiares más inmediatos se destacaron como políticos, empresarios, ganaderos y figuras de la élite antioqueña, por lo cual sus tan difundidos «orígenes populares» no corresponderían a la realidad. Entre su extensa parentela podemos mencionar a Isabel Gaviria Duque, primera dama de la Nación, esposa de Carlos E. Restrepo, quien fue presidente de Colombia entre 1910 y 1914. El padrino de bautismo de Pablo Escobar fue el reconocido diplomático e intelectual colombiano Joaquín Vallejo Arbeláez. En la parroquia de Rionegro reposa su partida que dice:

En la parroquia de San Nicolás de Rionegro, a cuatro de diciembre de mil novecientos cuarenta y nueve, el Pbro. Juan M. Gómez, bautizó a un niño que nació el primero del presente, a quien puso el nombre de PABLO EMILIO, hijo legítimo de Abel de Jesús Escobar y Hermilda Gaviria, vecinos de esta parroquia. Abuelos paternos: Pablo Emilio Escobar y Sara María Echeverri. Abuelos maternos: Roberto Gaviria e Inés Berrío. Padrinos: Joaquín Vallejo y Nelly Mejía de Vallejo, a quienes se advirtió el parentesco espiritual y sus obligaciones. Doy fe. Agustín Gómez. Cura. NOTA MARGINAL DE CONFIRMACIÓN. Confirmado en la Basílica Menor por el Excmo. Sr. Alfonso Uribe Jaramillo, el veintiuno de octubre de mil novecientos cincuenta y dos. Padrino: Gustavo Gaviria. Doy fe. Juan M. Gómez, Pbro. NOTA MARGINAL DE MATRIMONIO. Casose en Palmira, Valle, parroquia de La Stma. Trinidad, el veintinueve de marzo de mil novecientos setenta y seis. Testigos: Alfonso Hurtado y Dolores de Vallejo. Se casó con Victoria E. Henao. Doy fe. Mons. Samuel Álvarez Botero».

### Infancia y juventud
Según testimonio de su madre, Escobar empezó a mostrar perspicacia y astucia ya en la escuela primaria; y en los inicios de la secundaria, se hizo evidente otra de sus cualidades, su liderazgo sobre sus compañeros. Escobar y su primo Gustavo Gaviria Rivero hacían pequeños «negocios» en el liceo Lucrecio Jaramillo Vélez, donde ambos estudiaban. Hacían rifas, intercambiaban cómics, vendían exámenes y prestaban dinero a bajo interés. De esta manera, Pablo Escobar empezó a desarrollar su «habilidad» para los negocios y el comercio.
En 1969 terminó el bachillerato en el mencionado Liceo, entonces fue admitido para cursar estudios en la Facultad de Economía de la Universidad Autónoma Latinoamericana de Medellín, en la que estudiaban varios de sus primos Gaviria, entre esos José Obdulio. Pero finalmente optó por retirarse, ya que prefirió dedicarse a sus «negocios» personales. Como dato curioso siempre se sintió acomplejado por su corta estatura (1.65 m) y esto lo hacía usar zapatos especiales con tacón para poder verse más alto.

### Matrimonio e hijos
Su esposa fue Victoria Eugenia Henao Vallejo, La Tata, con quien se casó cuando esta tenía 15 años en 1976. De dicha unión nacieron sus dos únicos hijos: Juan Pablo Escobar Henao el 24 de febrero de 1977 y Manuela Escobar Henao el 24 de mayo de 1984. Gloria Gaviria Flores, quien fue su prima consentida, fue la madrina de la boda junto con Carlos Fersch, el mejor amigo del Cartel del Sur. Ella manifiesta que:

Pablo mucho antes de morir me decía que quería que su hijo y el mío deberían ser los dueños del imperio, puesto que él no quería que su imperio acabara.
Carlos Fersch

[cita requerida]
Gloria en la actualidad vive en Bogotá y paga casa por cárcel, la patria potestad de su hijo menor la tiene su abuela, lo último que se supo del joven es que vive en Antioquia, junto a su abuela. Los hijos de Escobar, Juan Pablo y Manuela Escobar Henao, después de la muerte de Escobar salieron de su país, pero fueron devueltos a su llegada a los Estados Unidos, corriendo con la misma suerte en Alemania. Finalmente, se instalaron en Buenos Aires, Argentina, donde tuvieron varios problemas legales que después lograron resolver. Por razones de seguridad, y para alejar el estigma de tener el apellido de Escobar, sus nombres y apellidos fueron cambiados por las autoridades colombianas antes de que salieran de ese país. Así, Victoria pasó a llamarse María Isabel Santos Caballero, Juan Pablo es ahora Juan Sebastián Marroquín Santos y Manuela se llama Juana Manuela Marroquín Santos, identidades que fueron recientemente reveladas por su propia voluntad.
En 2009, un joven nacido en San José de Costa Rica afirmó a la prensa en Colombia ser hijo de una relación que, en 1974, Pablo Escobar habría mantenido con una mujer de Costa Rica. Según su versión, habría sido criado por su madre en el barrio de Desamparados. En 1985, cuando el niño tenía 10 años de edad, su madre se lo llevó a los Estados Unidos. Se hizo llamar Pablo Escobar Jr. y se dedicó a cantar hip hop y a la actuación: fue parte del elenco de la serie El Cartel de los Sapos y la telenovela El rostro de Analía. La familia de Escobar denunció que sería un impostor.
El 11 de diciembre de 2009, su hijo Juan Pablo presentó el documental biográfico Pecados de mi padre, en el que pide perdón a las familias víctimas de la violencia del narcotráfico.
El 8 de noviembre de 2006, un día después de la muerte de su madre Hermilda, el cadáver de Escobar fue exhumado por orden de Nicolás Escobar, sobrino de Pablo e hijo de Roberto Escobar Gaviria, alias El Osito. Juan Pablo Escobar acusó a su primo de haber vendido las imágenes de la exhumación a la televisión (éstas fueron transmitidas en directo) y de lucrarse con la memoria del asesino. La disputa familiar se hizo más profunda tras conocerse que Nicolás se quedó con tres dientes y un pedazo del bigote que aún quedaba en la osamenta, aunque él alega que las conservó para realizar pruebas de ADN que resolverían los reclamos de paternidad de dos supuestos hijos del narcotraficante.

## Carrera delictiva
Los comienzos de Escobar en el crimen organizado se dieron lenta pero, inexorablemente, y a lo largo de su carrera criminal, se sirvió de una extraña mezcla de violencia, sangre, paternalismo y filantropía para lograr sus fines. Mientras, por un lado, eliminaba sin piedad a sus competidores, ordenaba asesinatos, estimulaba intrigas o conspiraba contra figuras influyentes de la política o el Gobierno, por el otro, regalaba sándwiches a los mendigos, erigía casas para los pobres de Medellín o construía campos de fútbol para los niños de los suburbios, lo que le proporcionaba un fuerte apoyo popular en los barrios más pobres de la ciudad.

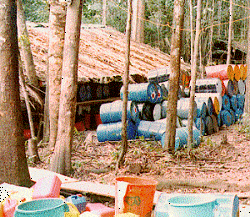
Tranquilandia era el principal centro de producción de cocaína del Cartel de Medellín, localizado en Caquetá. Contaba con 19 laboratorios de procesamiento, abundante agua dulce (del río Yarí), un sistema eléctrico independiente, dormitorios y una pista para aterrizaje. El complejo fue destruido en 1984 por la Policía Nacional y la DEA incautando cerca de 14 toneladas de droga, valorada en 1 200 millones de dólares.

Escobar comenzó su carrera delictiva con pequeños timos, hurtos y trabajando para el rey del contrabando en Colombia, Alfredo Gómez López, Don Capone.Años más adelante construiría un barrio entero con iglesias, campos de fútbol con los ingresos derivados del tráfico de cocaína.
A medida que fue creciendo se involucró en el hurto de automóviles en las calles de Medellín, y pronto pasó a dedicarse al tráfico de cocaína hacia los Estados Unidos. Primero actuaba como intermediario que compraba la pasta de coca en Bolivia y Perú, para posteriormente revenderla a los traficantes encargados de llevarla a Estados Unidos.
En la década de 1970 se convirtió en una pieza clave del tráfico internacional de cocaína, asociado con Gonzalo Rodríguez Gacha, Carlos Lehder, Jorge Luis Ochoa y sus hermanos Fabio y Juan David, fundó y lideró el denominado Cartel de Medellín, que se hizo con el control de pistas, rutas, laboratorios y monopolizó el comercio ilegal desde la producción hasta el consumo. En 1976 fue detenido por tráfico de estupefacientes pero, el proceso prescribió y quedó en libertad meses después de su detención. No obstante, el proceso fue reabierto por la jueza Mariela Espinosa, quien también desistió de la investigación por amenazas contra su vida. Espinosa fue asesinada en 1989 por orden de Escobar.
Posteriormente, llegaría a ser catalogado como el séptimo hombre más rico del mundo, según la revista Forbes cosa que su hijo negaría años después. Fue dueño de una exótica y extensa hacienda, llamada Hacienda Nápoles, que se convirtió en su centro de operaciones.
Llegó a amasar una gran fortuna invertida en edificios, viviendas, automóviles. En la Hacienda Nápoles reunió más de doscientas especies de animales exóticos para la región, como hipopótamos, jirafas, elefantes, cebras y avestruces, todos introducidos en el país como fruto del soborno a las autoridades aduaneras, lo que no impidió la difusión televisiva del inmueble en un reportaje propagandístico. Era aficionado a los automóviles lujosos y, después del atentado perpetrado por sus enemigos del Cartel de Cali, se encontraron más de cuarenta autos deportivos en el aparcamiento del edificio Mónaco en Medellín, donde vivía parte de su familia. Es difícil calcular la totalidad de sus bienes raíces como edificios, oficinas, fincas, locales comerciales y casas, pero algunos datos hablan de más de quinientos predios de su propiedad. También poseía helicópteros, motocicletas, lanchas y varias avionetas para transportar la droga a través de varias regiones del país.
De acuerdo con documentos de la DEA, el Cartel de Medellín fundó en 1981 el grupo Muerte a Secuestradores (MAS) como respuesta a los secuestros (secuestro de Martha Nieves Ochoa, intento de secuestro de Carlos Lehder) y a las acciones guerrilleras en su contra, este grupo está relacionado también, tras la muerte de Pablo Escobar, con Carlos Castaño y su hermano Fidel conocidos comandantes paramilitares.

### Actividades políticas
A finales de los años setenta (o a principios de la década siguiente), comprendió que debía crear una «pantalla» a fin de proteger su lucrativo comercio de drogas. Comenzó a cultivar una imagen de hombre respetable, a contactarse con políticos, financieros, abogados, etc. Sin saberse con certeza de sus verdaderas intenciones, Pablo Escobar construyó muchas obras benéficas para los pobres, entre ellas sesenta campos de fútbol, o un barrio entero llamado Medellín sin tugurios ―también llamado barrio Pablo Escobar―.
Impuso la «ley de plata o plomo», por la que muchos miembros del Gobierno, policía y militares colombianos o aceptaban la «plata» (dinero) o les caía una lluvia de «plomo» (eran asesinados a balazos).
Se ganó el apoyo que lo llevaría a ser electo como suplente a la Cámara de Representantes por el movimiento Alternativa Liberal, después de haber sido expulsado por Luis Carlos Galán del Nuevo Liberalismo junto a Jairo Ortega Ramírez. Fue invitado en 1982 a la toma de posesión de Felipe González, el tercer presidente de la España democrática, por el empresario español Enrique Sarasola, quien tenía importantes negocios en Medellín.
De esta forma, en su mejor momento logró acumular gran influencia en múltiples estamentos civiles, económicos, religiosos y sociales de Medellín, de Antioquia y del país.
Pero su pantalla empezó a derrumbarse en 1983, cuando el ministro de Justicia Rodrigo Lara Bonilla lideró igualmente una investigación contra Escobar al comprobarse la presencia de dinero de dudosa procedencia en la política y en los equipos de fútbol nacionales, acusándolo públicamente de ser uno de los fundadores del grupo paramilitar MAS.
El FBI, en 1990, elaboró un informe según el cual Escobar habría financiado campañas políticas en las elecciones legislativas de 1990.

### La guerra del narcoterrorismo

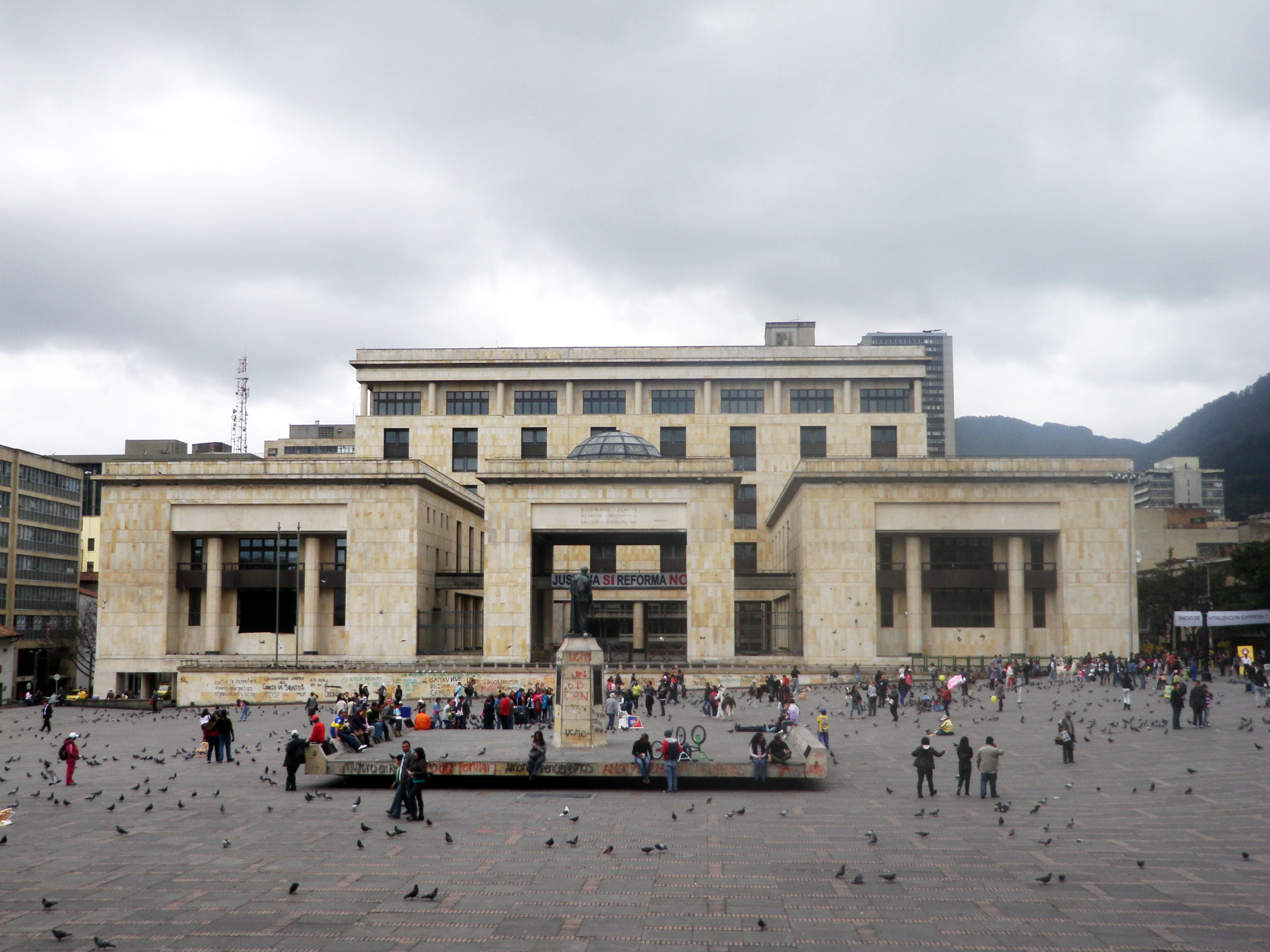
Escobar fue acusado de patrocinar la Toma del Palacio de Justicia por el M-19 en Bogotá en 1985, que acabó con la Corte Suprema de Justicia de ese entonces.

Las investigaciones de Rodrigo Lara Bonilla, junto con el coronel de la policía Jaime Ramírez Gómez, prueban la vinculación de Escobar en el narcotráfico cuando el capo le había dado al ministro un ultimátum de demostrar sus acusaciones o, en su defecto, lo acusaría de calumnia y difamación. El periódico El Espectador publicó una serie de notas editoriales escritas por su director, Guillermo Cano Isaza, que revelaban lo que realmente se ocultaba detrás de Pablo Escobar. El Congreso, que en un principio mostró una actitud vacilante, suprimió su inmunidad parlamentaria, y se abrió el camino para que las autoridades empezaran a perseguirlo.
Escobar, junto con Ortega, ataca al ministro mostrando un cheque del narcotraficante Evaristo Porras financiando la campaña de Lara al senado, pero el ministro niega tal vínculo y logra desacreditar a Escobar mostrando públicamente un documental de la cadena estadounidense ABC sobre el capo mientras que Ramírez encabezaba un operativo que desmanteló Tranquilandia, un gigantesco complejo de laboratorios para el proceso de cocaína perteneciente al Cartel, ubicado en las cercanías del río Yarí, en la entonces comisaría del Guaviare. Por tanto, Escobar pierde su escaño, su visa a los Estados Unidos es cancelada y Escobar renuncia públicamente a la política.
El 30 de abril de 1984, Lara es asesinado por órdenes de Escobar, dando inicio a un período que ha pasado a la historia como el «narcoterrorismo». Tras dicho hecho, el presidente Belisario Betancur, antes opuesto a la extradición de colombianos, decide autorizarla, desencadenando una serie de operativos por parte de la policía para capturar a los miembros del Cartel de Medellín. Los principales cabecillas del Cartel debieron refugiarse en Panamá e intentaron, en mayo de 1984, en medio de los llamados Diálogos de Panamá con el expresidente Alfonso López Michelsen, un último intento de acercamiento al Estado. Su fracaso se debió a que los diálogos se habían filtrado a la prensa. Meses después, regresarían clandestinamente al país y la guerra total sería cuestión de tiempo.
Un año después del asesinato de Lara Bonilla, pese a los anuncios del Gobierno de combatirlos, los narcotraficantes del Cartel de Medellín, renombrados ahora como Los Extraditables, permanecían impunes, expandiendo su aparato criminal por amplias zonas del país y abriendo nuevas rutas de tráfico de cocaína por Nicaragua y Cuba. Todo ello en connivencia con algunos sectores de la fuerza pública, comprados a base de dinero y terror.
En noviembre de 1984, Los Extraditables hicieron estallar un coche-bomba frente a la embajada estadounidense en Bogotá, matando a una persona y, en junio de 1985, ordenaron la muerte del juez Tulio Manuel Castro Gil, encargado de investigar el crimen de Lara Bonilla. Escobar, en guerra con la guerrilla, después del episodio del MAS, se acercó al M-19 por intermedio de negociaciones con Iván Marino Ospina. Según algunas versiones, se cree que estuvo al tanto de la Toma del Palacio de Justicia debido a las amenazas de Los Extraditables a los magistrados de las cortes y por haber ofrecido apoyo económico para la operación, lo cual no ha sido aceptado por los exmilitantes del M-19, ya que el operativo, según ellos, tenía objetivos políticos. El operativo fue autorizado por Álvaro Fayad y se realizó entre el 6 y 7 de noviembre de 1985, dejando como resultado de 94 muertos y la desaparición de 11 personas durante la retoma del Palacio por la Fuerza Pública.
La campaña de terror continua contra sus enemigos en el Gobierno y quienes apoyaran el tratado de extradición, hecho efectivo en enero de 1985 con el envío de los primeros capturados a los Estados Unidos por medio del recién posesionado ministro de justicia Enrique Parejo González, en reemplazo del asesinado Lara, y todos los que denunciaran sus negocios y redes mafiosas. Los Extraditables asesinaron, en febrero de 1986, en Baton Rouge, Luisiana, al piloto y testigo ante la justicia norteamericana Barry Seal; en julio, al magistrado Hernando Baquero Borda, ponente del Tratado de Extradición en 1980, y al periodista de El Espectador Roberto Camacho Prada; y el 18 de agosto, ya con el nuevo presidente de Colombia Virgilio Barco Vargas, al capitán de la policía antinarcóticos Luis Alfredo Macana.
Además, demostrarían su poder de corrupción cuando evitaron que Jorge Luis Ochoa y Gilberto Rodríguez Orejuela, capturados en España y ambos reconocidos narcotraficantes, fueran extraditados a los Estados Unidos y fueran deportados a Colombia, donde pagaron irrisorias penas de cárcel. Hasta ese momento, los principales grupos exportadores de droga del país mantenían generalmente buenas relaciones entre sí, aunque la atención de las autoridades se centraba esencialmente sobre los violentos cabecillas de Medellín, que controlaban hasta un 90% del lucrativo negocio. Y, a pesar de que los jefes de Cali optaron principalmente por la corrupción y por la infiltración dentro de las instituciones como medio de lidiar con el Estado, en septiembre de 1986 ordenaron el crimen del periodista del Diario Occidente Raúl Echavarría Barrientos. Después del ascenso a la presidencia de Virgilio Barco Vargas, en septiembre de 1986, sicarios motorizados mataron al juez Gustavo Zuluaga Serna, encargado de investigar la muerte de dos agentes del DAS, que, en 1978, habían arrestado a Escobar por posesión y tráfico de estupefacientes. En octubre de 1986, mataron al coronel de la policía antinarcóticos Jaime Ramírez Gómez. El 17 de diciembre de 1986, mataron a Guillermo Cano, director del diario El Espectador. En enero de 1987, sicarios de Escobar perpetraron un atentado terrorista en Budapest, Hungría, contra Enrique Parejo González, exministro de Justicia y, por entonces, embajador de Colombia en ese país.
Se cree que Escobar fue quien provocó la captura y extradición a los Estados Unidos de Lehder el 4 de febrero de 1987. Escobar y el resto de la cúpula, siendo conscientes del peligro que la extradición representaba a sus intereses y decididos a combatirla, reforzaron su aparato militar y económico y se dieron a la tarea de recaudar entre todos los narcotraficantes cuantiosos recursos, incluso entre los que no eran parte de su grupo, para poder financiar el previsible escalamiento de violencia.

### Guerra de carteles (1986-1993)

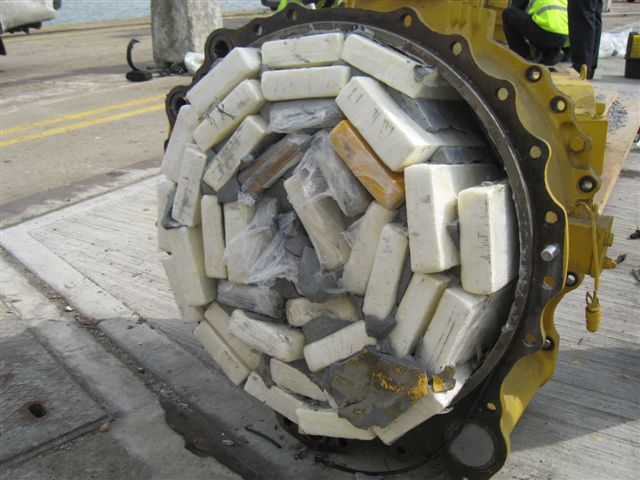
La cocaína enviada por el Cartel de Medellín a Estados Unidos era empacada en bloques e ingresaba oculta entre partes de maquinaria, autos, submarinos, botes y hasta en las llantas de las avionetas procedentes de Colombia. Hasta 15 toneladas de esta droga ingresaban al país del norte cada día.

El principio del distanciamiento entre los dos carteles no está del todo claro. En 1984, cuando el grupo de Los Extraditables, asociado al Cartel de Medellín decidió asesinar a Rodrigo Lara Bonilla, se formó un 'pool' de capos que aportaron gruesas sumas de dinero. El Cartel de Cali parece haber desaprobado el plan, e hizo llegar un mensaje en el cual dejaba entrever que dicho crimen se voltearía contra todos y que si Lara era asesinado no contarían con ellos. La ambición de Escobar por dominar la situación motivó una primera purga dentro de la organización, entre ellos Pablo Correa Arroyave, y Hugo Hernán Valencia, todo ello a través de un intercambio de favores con Gilberto Rodríguez. Tras la negativa de Hélmer Herrera Buitrago de entregar a alias Piña, uno de sus hombres, Escobar ordena el secuestro del mismo y su asesinato a manos del Negro Pabón, uno de sus lugartenientes. Dicho asesinato motivó la ruptura entre ambos carteles. La captura en noviembre de 1987 de Jorge Luis Ochoa en Buga (Valle del Cauca), fue vista como producto de una delación de los traficantes de Cali.
El 13 de enero de 1988, fue perpetrado el atentado al Edificio Mónaco, propiedad de Pablo Escobar y lugar de residencia de su familia. No hubo muertos, a pesar de que la construcción quedó semidestruida. Aunque el Cartel de Cali insistió en negar la responsabilidad del atentado, para Escobar este parece fue el motivo que desató la guerra abierta entre carteles. No sólo se habían metido con él sino con su familia, y se afirma que su hija quedó con serias lesiones auditivas.
A partir de ese momento comenzó una ofensiva contra los negocios y las propiedades del Cartel de Cali. El 18 de febrero de 1988, fue incendiada una sucursal en Medellín de la cadena Drogas La Rebaja y a esto se sumaron cerca de 40 atentados dinamiteros contra la cadena de droguerías, y 10 más contra el Grupo Radial Colombiano, ambas pertenecientes a la familia Rodríguez Orejuela. El 1988 marca el inicio de las ofensivas de espionaje y contraespionaje. Primero Escobar le montó una operación de inteligencia al Cartel de Cali. Los Rodríguez Orejuela, a su vez, contrataron a cinco militares retirados para constituir un servicio de espionaje contra Escobar. Este los descubre y los secuestra. El cartel de Cali hizo entonces una propuesta de paz, a la cual Escobar puso dos condiciones: Indemnización de 5 millones de dólares por el atentado contra el edificio Mónaco, y la entrega de Pacho Herrera, enemigo acérrimo de Escobar. Gilberto Rodríguez se negó a entregar y los cinco exmilitares aparecieron muertos pocos días después con una cartulina que decía «Miembros del Cartel de Cali ejecutados por intentar atentar contra personas de Medellín».
En diciembre de 1988, Escobar intenta secuestrar a Pacho Herrera en Cali, la operación falla y Herrera se convierte en el objetivo fundamental de Escobar.

### Ofensiva de 1989 y negociaciones
La posible extradición de Escobar reactivó la ofensiva contra el Estado. Pocos días después, el político y candidato a la alcaldía de Medellín, Juan Gómez Martínez, se salvó de un intento de secuestro reivindicado por Los Extraditables. Y si bien Ochoa fue liberado impunemente amparado en el derecho de habeas corpus un mes después, la confrontación no se detuvo. En los primeros días de enero de 1987, el Gobierno dio órdenes de extradición contra los principales miembros de la organización. El 13 de enero, Pacho Herrera hizo dinamitar el Edificio Mónaco, donde vivía Escobar con su familia. Se intensificó la sangrienta guerra de sicarios entre ambos carteles. Estallaron varias bombas en las farmacias de la cadena Drogas La Rebaja, propiedad de los Rodríguez Orejuela.
El 16 de enero de 1988, sicarios de Escobar secuestraron a Andrés Pastrana (candidato a la alcaldía de Bogotá y más tarde Presidente de la República) y lo mantuvieron varios días oculto en una finca cerca de Rionegro. El 25 de enero de 1988 secuestraron a Carlos Mauro Hoyos (Procurador General de la Nación), en el momento que este se dirigía al aeropuerto de Rionegro (Antioquia).
Ese mismo día, la Policía liberó a Pastrana, y como represalia, alias Popeye mató a balazos a Carlos Mauro Hoyos (48), que llevaba 10 horas secuestrado y cuyo plan previamente era mantener a Pastrana y a Hoyos secuestrados en un mismo sitio. En marzo de 1988, varios cientos de uniformados cayeron sobre la finca El Bizcocho (propiedad de Escobar), pero este fue avisado a último momento y escapó
A partir de julio de 1988, el secretario general de la Presidencia, Germán Montoya, había entrado en conversaciones con los líderes de Los Extraditables. Subsecuentes declaraciones del Gobierno fueron interpretadas por los narcotraficantes como una invitación al diálogo, por lo que el 15 de septiembre siguiente, estos respondieron con una carta a la administración Barco, e hicieron llegar a Montoya un proyecto de ley de indulto y un plan de desmovilización. Sin embargo, ante la intransigencia de los Estados Unidos, renuente a la posibilidad de dialogar con los narcos, se dilataron las conversaciones y al final se las presentó como iniciativa personal del intermediario, desligando al primer mandatario de ellas.
Como una reacción a este diálogo sin resultados, el cartel encabezado por Escobar y Rodríguez Gacha, inició una cadena de asesinatos de jueces, de funcionarios del Gobierno y de personajes de la vida pública. En marzo de 1989, Los Extraditables mataron a Héctor Giraldo Gálvez ―apoderado del caso Lara en reemplazo de Castro Gil―, y dos meses después dinamitaron la sede de la televisora Mundo Visión. El 4 de mayo de 1989, fue asesinado el exgobernador de Boyacá, Álvaro González Santana, padre de la jueza Martha Lucía González. Tras el intento de asesinato contra el jefe del DAS, general Miguel Maza Márquez el 30 de mayo de 1989 en Bogotá, utilizando una poderosa carga explosiva que liquidó a 7, el terrorismo se apoderó del país. El 4 de julio de 1989, en Medellín, en un atentado dirigido al coronel Valdemar Franklin Quintero, murió el gobernador de Antioquia, Antonio Roldán Betancur, junto a cinco de sus acompañantes. El 28 de julio de 1989, sicarios de Escobar asesinaron a la jueza María Helena Díaz ―sustituta de Espinoza― y a sus dos escoltas.
El 16 de agosto de 1989, sicarios de Escobar mataron al juez del tribunal superior de Cundinamarca, Carlos Ernesto Valencia, y el 18 de agosto en Medellín al coronel Quintero, acribillado a traición con decenas de impactos de bala. Aunque la noticia del crimen ocurrido en las horas de la mañana fue opacada, cuando en la noche durante un mitin político en Soacha, varias decenas de pistoleros al servicio de Rodríguez Gacha se infiltraron en la manifestación y dieron muerte al precandidato presidencial por el partido liberal, Luis Carlos Galán, enemigo acérrimo de los narcotraficantes y partidario de permitir la extradición de los narcotraficantes a los Estados Unidos, que era el que tenía más posibilidades de alcanzar la presidencia de la nación. En este asesinato también se involucra al político Alberto Santofimio Botero, de quien en 2006 se demostró que había sido coautor intelectual del hecho.
Como consecuencia del asesinato de Galán, los diálogos se interrumpieron del todo y el presidente declaró la guerra al narcotráfico de la misma manera que lo había hecho Betancur 5 años atrás. Con el Decreto 1830 del 19 de agosto de 1989, Barco estableció la extradición por vía administrativa, sin contar con el fallo de la Corte Suprema de Justicia; con el Decreto 1863 autorizó a los jueces militares a practicar registros donde se presumía o existían indicios de personas u objetos relacionados con algún delito; con el Decreto 1856 ordenó la confiscación de todos los bienes muebles e inmuebles de los narcotraficantes; y con el Decreto 1859 autorizó la detención en condiciones de absoluta incomunicación y por un tiempo que excedía las normas constitucionales, de personas de las que se tuvieran graves indicios de haber cometido delitos contra la existencia y seguridad del Estado. Además, se dispuso la creación del Grupo Élite con 500 hombres, esencialmente dirigido a cazar a los cabecillas terroristas, y lo puso al mando del coronel Hugo Martínez Poveda. En los días posteriores, el Ejército y la Policía llevaron a cabo más de 450 allanamientos en todo el territorio nacional y detuvieron a cerca de 13000 personas acusadas de estar vinculadas al narcotráfico.

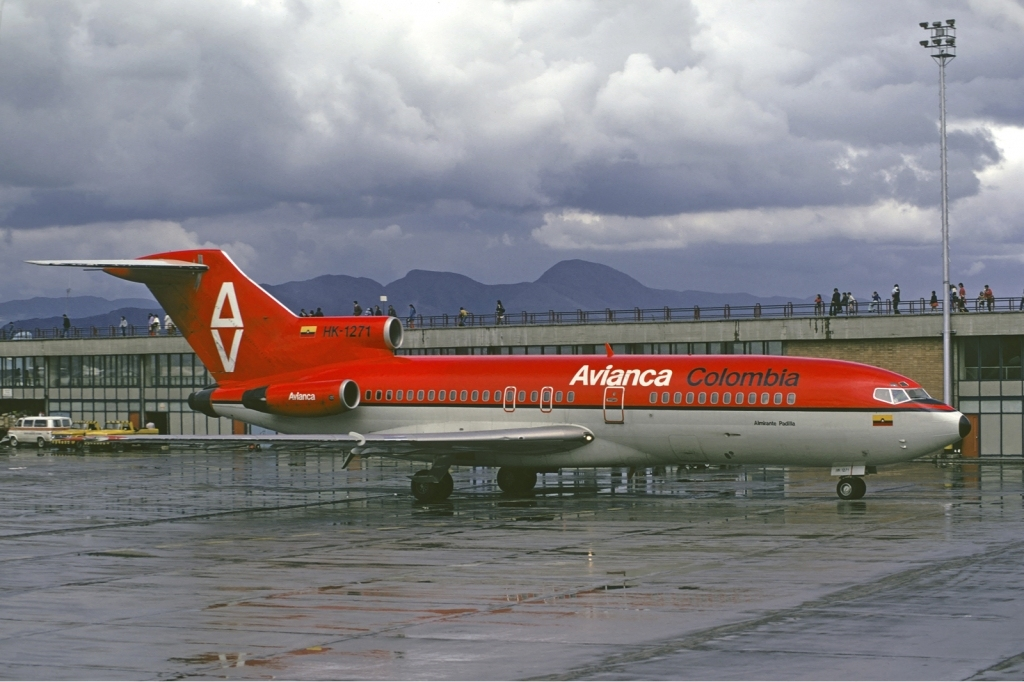
El Vuelo 203 de Avianca fue destruido el 27 de noviembre de 1989 en pleno vuelo por órdenes de Escobar con el objetivo de matar a César Gaviria Trujillo, quien no abordó la nave en el último momento; 110 personas murieron. Gaviria llegaría a la presidencia de Colombia en 1990 y Escobar sería dado de baja bajo su mandato. En la imagen, un Boeing 727 similar al destruido.

El 23 de agosto Los Extraditables respondieron al Gobierno en una carta a la opinión pública, asumiendo el reto de la guerra total. Con 3000 sicarios en armas, el asocio del paramilitarismo y el respaldo de una porción importante de la población bajo su dominio, a lo que se sumaba el músculo financiero que le daba el control de al menos un 90% del tráfico de cocaína hacia el exterior, el Cartel de Medellín se enfrentó al Estado colombiano a base de bombazos y asesinatos selectivos. El terrorismo se convirtió en una verdadera pesadilla diaria, se multiplicó y puso en jaque como nunca antes al Gobierno: entre septiembre y diciembre de 1989 más de 100 artefactos hicieron explosión en Bogotá, Medellín, Cali, Bucaramanga, Cartagena, Barranquilla y Pereira, contra edificios gubernamentales, instalaciones bancarias, comerciales, de servicios e infraestructura económica. En esos tres meses, total sumando los ataques sicariales, los narcoterroristas fueron los responsables de 289 atentados terroristas en ese periodo, con un fatídico saldo de 300 civiles asesinados y más de 1500 heridos.
El 30 de agosto de 1989 una primera bomba hizo explosión en Medellín, el 2 de septiembre fueron casi destruidas las instalaciones del diario El Espectador, que en ese mismo día continuó su edición en horas de la tarde, el 11 de septiembre, sicarios de Escobar asesinaron el líder liberal Pablo Peláez González, el 21 de septiembre, los sicarios de Escobar dinamitaron 9 sedes políticas en Teusaquillo y el 26 de septiembre atacaron el Hotel Hilton en Cartagena. Pese a no poder detener las continuas explosiones, las autoridades no cejaron en su esfuerzo, multiplicaron los allanamientos y capturaron a dos capos: Eduardo Martínez Romero y a Rafael El Mono Abello, para luego extraditarlos a Estados Unidos. Como represalia, el 16 de octubre de 1989, un coche-bomba arrasó la sede del periódico Vanguardia Liberal (de Bucaramanga) y mató a 4 periodistas. El 8 de noviembre de 1989, sicarios de Escobar mataron al juez Héctor Jiménez Rodríguez y al periodista Jorge Enrique Pulido (quien ya había recibido amenazas) cuando se disponía a regresar a su programa, después de la emisión dominical del noticiero Mundo Visión, recibiendo varios impactos de bala. También mataron a Luis Francisco Madero (Representante a la Cámara). A finales de octubre, asesinaron a siete policías en Medellín, cinco de ellos en la explosión de un bus frente al Club de Oficiales de la ciudad.
El 23 de noviembre de 1989 se lanzó un operativo relámpago contra la hacienda El Oro, en Cocorná (Antioquia) en la que se hallaba Pablo Escobar y Jorge Luis Ochoa. Escobar logró escapar, pero murieron dos de sus hombres ―uno de ellos su cuñado, Mario Henao―, y 55 fueron detenidos. Cuatro días después, el 27 de noviembre, sicarios de Escobar hicieron estallar el vuelo 203 de Avianca con el fin de matar al entonces candidato César Gaviria Trujillo, sucesor de Galán (quien no había subido al avión por consejo de sus asesores), con un saldo de 107 civiles asesinados. El 6 de diciembre de 1989, sicarios de Escobar colocaron un bus bomba frente al edificio del DAS ―la policía secreta colombiana―, tratando de asesinar a su director, el general Miguel Alfredo Maza Márquez, quien salió ileso a pesar de que la edificación quedó semidestruida. El bus-bomba destruyó también más de 200 establecimientos comerciales a su alrededor. Murieron 63 civiles y 500 quedaron heridos.

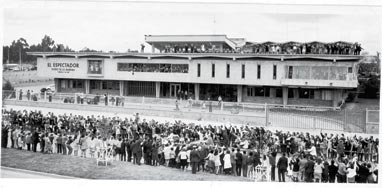
El diario El Espectador, uno de los más antiguos de América, mantuvo una actitud severa contra el narcotráfico y fue quien reveló detalles de la vida delictiva de Escobar tras su llegada a la Cámara de Representantes en 1982. Su director, Guillermo Cano fue acribillado por órdenes del capo en 1986. Sus instalaciones (en la imagen) fueron semidestruidas por un coche bomba en 1989, también por órdenes de Escobar.

El 15 de diciembre de 1989, el Gobierno de Barco logró matar al segundo cabecilla del cartel de Medellín y su líder militar, el Mexicano (Rodríguez Gacha). Fue localizado por un informante en la costa norte del país, en donde se hallaba refugiándose de la persecución de las autoridades. Responsable de más de 2000 homicidios y reivindicando el ataque al edificio del DAS, fue asesinado tras una dura persecución entre los municipios de Tolú y Coveñas en el departamento de Sucre, junto a su hijo Freddy Rodríguez Celades, a su principal lugarteniente Gilberto Rendón Hurtado y a cuatro sicarios de su cuerpo de seguridad. Al Mexicano se le atribuían la mayor parte de los atentados terroristas de los últimos meses. Los Extraditables intentaron una nueva estrategia de diálogo y negociación con el Estado, queriéndolo presionar con el secuestro del hijo del secretario de presidencia, Álvaro Diego Montoya, y de dos parientes del presidente de la República. Surge entonces una propuesta del expresidente López Michelsen, respaldada por los también expresidentes Julio César Turbay y Misael Pastrana, por el cardenal Mario Rebollo Bravo y por el presidente de la UP Diego Montaña Cuellar, consistente en la formación de una comisión de Notables para negociar con los narcoterroristas.
El 17 de enero de 1990, estos respondieron a dicha propuesta, presentándose en un comunicado como aspirantes legítimos al perdón judicial y expresaron una «verdadera voluntad de negociación». Inmediatamente después liberaron los secuestrados, entregaron un bus con una tonelada de dinamita, y uno de los mayores laboratorios de procesamiento de droga en Chocó. Como contraparte, los narcos esperaban del Gobierno la creación de la comisión de alto nivel que se encargaría de los procedimientos legales que permitirían su rendición. Sin embargo, esto nunca sucedió y el intento de diálogo y negociación terminó en una nueva oleada de terrorismo.
Efectivamente engañados por el Gobierno y frente a una fuerte ofensiva militar en Envigado, declarado zona de operaciones militares por la IV Brigada al mando del General Harold Bedoya, Los extraditables pusieron fin a la tregua el día 30 de marzo, poniendo precio a la cabeza de cada policía muerto. Medellín y su área metropolitana se vieron envueltos en una verdadera guerra urbana, tras las primeras ejecuciones de uniformados y después del ataque contra un camión del Grupo Élite, ocurrido en un puente de Itagüí el 11 de abril. Este atentado, que dejó 20 muertos y 100 heridos, fue el primero de los 18 que se sucedieron hasta finales de julio con un saldo de 100 víctimas fatales y 450 heridos.
El 12 de mayo, víspera de la celebración del Día de la Madre, hicieron explosión en dos barrios comerciales de Bogotá, sendas bombas que mataron a veintiuna personas. El mismo día en Cali, otro acto terrorista cobró la vida de nueve civiles. A finales de mes, a la vez que un sicario se hacía volar frente al Hotel Intercontinental de Medellín, acabando con seis policías y tres transeúntes, fue acribillado el senador Federico Estrada Vélez y su conductor. La violencia se recrudece y las víctimas fueron miles: en represalia por la muerte de 215 uniformados ejecutados entre abril y julio de 1990, escuadrones de la muerte suben todas las noches a las comunas y fusilan a decenas de hombres, varios de ellos menores de edad.
Poco después de que el jefe militar de Escobar, Pinina (John Jairo Arias Tascón), fuera asesinado el 14 de junio, vino otra serie de acciones bélicas: diecinueve jóvenes de la alta sociedad antioqueña son asesinados en la Masacre del bar Oporto y un coche-bomba estalló frente a la Estación Libertadores de la Policía, matando a catorce civiles. Finalmente, a finales de julio, después de un inmenso operativo en el Magdalena Medio antioqueño del que una vez más escapó Escobar, Los Extraditables decretaron una nueva tregua y se pusieron a la defensiva, en espera de las decisiones que pudiera tomar la administración entrante de Gaviria. En todo caso, afirman la imposibilidad de entregarse a la justicia mientras no se reestructuren los organismos de seguridad del Estado y no se crearan los mecanismos legales apropiados para evitar su extradición.

### Bombas y secuestros. Rendición y entrega
Aparte de un proceso de paz inconcluso, el presidente César Gaviria heredó la «guerra contra el narcotráfico» con la que su predecesor había pretendido reducir al Cartel de Medellín y su red de sicarios, enemigos declarados del Estado. Aunque durante su campaña presidencial había demostrado total respaldo tanto a la ofensiva como a las medidas tomadas por el primer mandatario, entre ellas la más temida por los narcoterroristas, que era la extradición por vía administrativa; una vez posesionado dejó entrever que el elevado costo económico y humano de esta guerra merecía la búsqueda de una salida alternativa en la que el fortalecimiento de la justicia sería un elemento clave. El 12 de agosto en todo caso, en un golpe de mano, hombres del Grupo Élite dieron muerte a Gustavo Gaviria Rivero, primo y mano derecha de Pablo Escobar.
Aprovechando el respiro de la tregua unilateral indefinida anunciada en julio por Los Extraditables, el ministro de justicia Jaime Giraldo Ángel diseñó la legislación de estado de sitio que se haría pública como «política de sometimiento a la justicia». Dicha política, que se materializó en cinco decretos que posteriormente, serían elevados después de una depuración, a legislación permanente en el nuevo Código de Procesamiento Penal, aspiraba en términos simplificados, a favorecer con la reducción de la pena a los narcotraficantes que se entregaran voluntariamente y confesaran por lo menos un delito, con la garantía, en algunos casos condicional, de ser juzgados en el país y recluidos en pabellones de alta seguridad. Los primeros en acogerse a la oferta, entre diciembre de 1990 y febrero de 1991, fueron los hermanos Ochoa, Jorge Luis, Juan David y Fabio, socios cercanos de Escobar quien receloso de las intenciones del Gobierno, que ya le había incumplido anteriormente, organizó una serie de secuestros selectivos de periodistas de renombre y de personajes influyentes en la vida nacional.
Escobar ordena el secuestro a familiares de miembros del Gobierno y a periodistas, de la larga lista de secuestrados los más reconocidos fueron: Francisco Santos Calderón (redactor jefe del diario El Tiempo), Maruja Pachón de Villamizar (periodista y directora general de Focine, esposa del político y diplomático Alberto Villamizar), Beatriz Villamizar de Guerrero (hermana de Alberto Villamizar y asistente personal de FOCINE), Diana Turbay (directora del noticiero de televisión Criptón y de la revista Hoy x Hoy, hija del expresidente de la república Julio César Turbay) y quien murió en hechos confusos durante un intento de rescate de la policía, Marina Montoya de Pérez (hermana del ex secretario general de la Presidencia Germán Montoya) y quien es ejecutada por sus captores como represalia por la muerte de sicarios y colaboradores del Cartel manos de la policía, en especial por la muerte de los hermanos Armando y Ricardo Prisco Lopera, líderes de Los Priscos, brazo armado del cartel, Álvaro Diego Montoya (hijo mayor del entonces secretario general de la Presidencia, Germán Montoya), Patricia Echeverri y su hija Diana Echeverri, parientes políticas del expresidente de la república Barco presionando de ese modo al presidente saliente y electo para que fuera tratado como un delincuente político, haciéndose beneficiario de paso de los indultos reservados a los guerrilleros. Escobar además pretendía arrancarle al Ejecutivo un acuerdo hecho a su medida y siguió presionando nuevamente por la vía armada, amenazando con ejecutar a los rehenes y con reiniciar su ofensiva terrorista.
El 13 de diciembre de 1990, una bomba mató a 7 policías en Medellín y otros 7 más serían ultimados por sicarios en los 3 primeros días de enero y con una nueva racha de atentados: una decena de efectivos policiales fueron víctimas de sicariato, una explosión en un bus dejó 6 muertos y el 16 de febrero un atroz bombazo contra una patrulla del F2 en Medellín frente a la plaza de toros de la ciudad, se saldó con 22 civiles muertos. Dos meses después, sicarios de Escobar mataron al exministro de Justicia Enrique Low Murtra, en Bogotá.
El Gobierno debió plegarse a las exigencias de Escobar, quien liberó al resto de los secuestrados como gesto de «buena fe». Pero solo hasta cuando estuvo seguro de que la Asamblea Nacional Constituyente había votado y aprobado el 19 de junio de 1991 el artículo que prohibía la extradición de colombianos por nacimiento, Escobar se entrega en compañía del padre Rafael García Herreros y Alberto Villamizar, mediadores en su rendición. Luego sería recluido en la famosa Cárcel de La Catedral en Envigado. Desde allí pese a las promesas de no delinquir más, siguió controlando los hilos del negocio ilegal a través de otros 2 aliados suyos que no se entregaron: Fernando el Negro Galeano y Gerardo Kiko Moncada y varios de sus sicarios.

#### Guerra en el Magdalena Medio

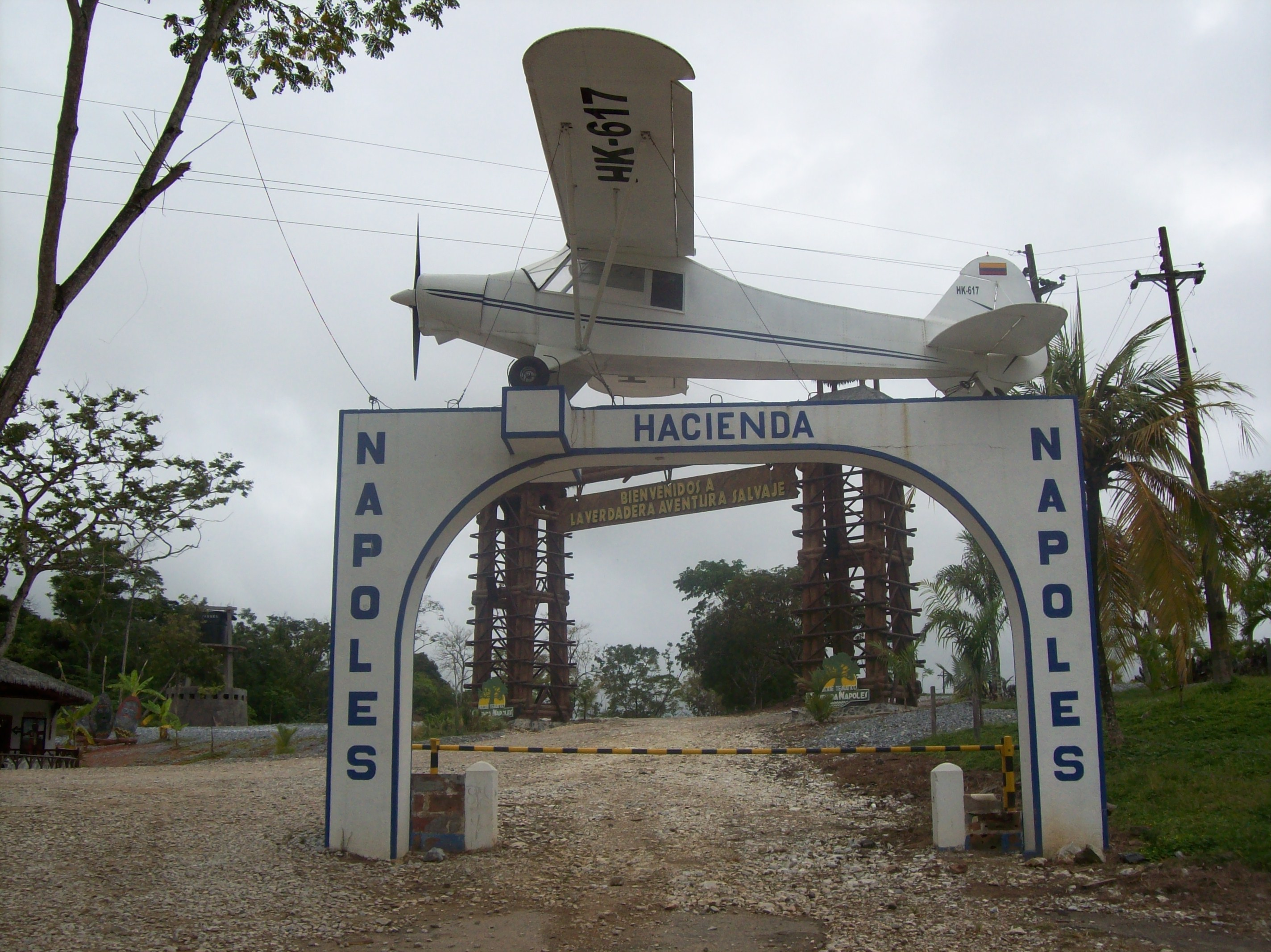
La Hacienda Nápoles, lugar de residencia de Escobar durante varios años, actualmente funciona como un parque temático y aún conserva la fauna exótica traída por el criminal.

Como la política de negociación de penas también cobijaba a los paramilitares, muchos miembros de las organizaciones afincadas en Córdoba, el Magdalena medio, la Sierra Nevada, Boyacá, el Valle del Cauca y los Llanos Orientales se allanaron a las autoridades confesando solamente el delito de porte ilegal de armas, amparados todos ellos en los decretos 2047 y 3030 de 1990 y 303 de 1991. El grupo más grande al mando de Ariel Otero desmovilizó a cuatrocientos de sus integrantes en Puerto Boyacá, mientras en Córdoba Muerte a Revolucionarios del Nordeste (MRN) de Fidel Castaño entregaba seiscientos fusiles, y algunas porciones de tierra como supuesta compensación a los campesinos despojados de sus parcelas. También un reducto de cerca de doscientos hombres, antiguamente bajo el mando de Rodríguez Gacha, se acogió a la amnistía en Pacho (Cundinamarca). En consecuencia, a partir de 1992, se observa una importante reducción de los asesinatos de civiles, atribuidos a las autodefensas en los años anteriores. Pero en la práctica estas estructuras siguieron activas, manejando un bajo perfil.
Las autodefensas en el Magdalena Medio, se vieron envueltas en una brutal lucha con sus antiguos socios del Cartel de Medellín en 1990. Henry Pérez, el primer comandante, había sido asesinado por un pistolero durante la celebración de la fiesta de la Virgen del Carmen en julio de 1991, y Ariel Otero su sucesor alineado con el Cartel de Cali, correría la misma suerte a principios de 1992. La fuerza sobreviviente se atomizó y algunos de sus restos entraron al servicio de Escobar, mientras otras bandas como la encabezada por Ramón Isaza, se replegaron de la zona. 
Mientras tanto, en la parte sur de la región, cerca a Honda, Tolima, cobró protagonismo Jaime Eduardo Rueda Rocha, el asesino de Galán, evadido de la cárcel hacía un año y ahora jefe de una partida de 150 criminales. Buscando posicionarse como líder máximo mató y descuartizó al alcalde de Puerto Boyacá en marzo de 1992, para luego arrojar su cuerpo y el de 4 de sus acompañantes al río Magdalena. Pero su ascenso fue cortado por una patrulla del GOES que lo abatió a él y a 10 miembros de su cuerpo de seguridad en un restaurante de Honda el 23 de abril del mismo año. Tras su muerte, la actividad de las autodefensas en la zona disminuyó considerablemente, ya que estas optaron por mimetizar sus actividades delincuenciales. Eliminado Escobar en diciembre de 1993, Ramón Isaza retomaría el control del Magdalena Medio.
Los grupos paramilitares realizaron una tregua entre 1992 y 1994, con la entrega de algunas armas, terrenos y tuvieron un nuevo impulso a finales del cuatrienio Gaviria. Fue así como, con posterioridad a la muerte de Escobar en 1993, las Autodefensas Campesinas de Córdoba y Urabá (ACCU), bajo el mando de Fidel Castaño y Carlos Castaño, protagonizaron su expansión, con el apoyo de cientos de desmovilizados del EPL, perseguidos por las FARC-EP y la disidencia del EPL dirigida por Francisco Caraballo.

### La Catedral y fuga
El 19 de junio de 1991, el capo ingresó voluntariamente en prisión a cambio de no ser extraditado a Estados Unidos. Sin embargo, para hacerlo exigía al Gobierno ―entre otras cosas― que fuera en una cárcel exclusiva con el argumento de que podría correr peligro de muerte si ingresase en un correccional corriente. Así el Gobierno autorizó las obras del emplazamiento que se convertiría a posterior en la peor vergüenza del sistema penitenciario colombiano: llamado La Catedral. Un recinto construido «a medida», que se erigía en unos terrenos adquiridos por el mismo Escobar, y que contaba con innumerables lujos para él y sus asociados, además de una fuerte seguridad brindada por el Ejército Colombiano en su exterior, espacio aéreo restringido y las autoridades penitenciarias designadas por el estado para custodiar su reclusión que si bien la mayoría eran sicarios de Escobar con uniformes de guardia carcelaria.
A casi un año de su encierro a principios de julio de 1992, Escobar se había convertido en un extorsionista de alto rango. Dejó de exportar cocaína y empezó a cobrar elevadas sumas de dinero a los demás narcotraficantes. Sospechando de sus más cercanos aliados Galeano y Moncada pretextando que estos le ocultaban 20 millones de dólares, Escobar ordena la ejecución de ambos. La posterior purga entre los más cercanos a ambos capos y entre sus familiares dejó unos cincuenta muertos. El Gobierno y la Fiscalía, al conocer de los graves hechos y para evitar que Escobar siguiera delinquiendo desde su cómoda prisión, ordenaron el traslado de este hacia un nuevo penal. Pero en condiciones oscuras que demostraron una vez más el poder de corrupción y el temor que generaba el peligroso narcotraficante luego de secuestrar al viceministro de Justicia Eduardo Mendoza y al director de prisiones del INPEC Coronel Hernando Navas quienes anticiparon los movimientos del Gobierno a Escobar a la vez que se descubre que los soldados encargados de vigilar las afueras del penal habían sido sobornados por el capo.

#### Fuga de La Catedral
El 22 de julio de 1992, Escobar, su hermano Roberto y nueve de sus hombres huyen de la prisión tras patear uno de los muros traseros de la edificación construido con yeso para este propósito. El capo y sus secuaces huyeron caminando, rodeando las montañas y aprovechando la neblina que cubría la zona y el apagón de la llamada Hora Gaviria. La evasión del capo significó la más grande burla al Gobierno de Gaviria ante la opinión pública y la justicia colombiana terminaría quedando desprestigiada internacionalmente.
El Gobierno tocado en lo más profundo, creó el Bloque de búsqueda, un cuerpo conformado por la Policía Nacional, el Ejército Nacional y los cuerpos antidroga de Estados Unidos para cazar a los prófugos y desmantelar de una vez por todas su imperio criminal. Los líderes del Cartel de Cali se encargaron de desencadenar nuevamente la guerra, al activar un carro bomba en Medellín que atribuyeron a sus enemigos antioqueños.
Estos, ante la arremetida de las fuerzas estatales, reactivaron su campaña con una serie de ataques en los que ejecutaron a 30 uniformados y una juez, entre septiembre y octubre de 1992. Pero esta vez la situación había cambiado bruscamente para el Cartel: la muerte de Galeano y Moncada generó una fractura al interior de la organización. Diego Murillo Bejarano 'Don Berna', jefe de seguridad de los capos asesinados y los hermanos Castaño, se alinearon con los narcos del Valle en una amplia alianza contra Escobar, que incluía a oficiales corruptos del Bloque de Búsqueda y varios de sus antiguos socios. Con la información que pudieron suministrar a las autoridades se asestaron durísimos golpes a las redes del «Patrón». El 28 de octubre, Tyson (Brances Alexander Muñoz), unos de sus jefes militares más importantes, fue abatido en una operación especial.
Escobar trató en ese momento de negociar su reentrega y había autorizado la rendición de varios de sus lugartenientes más cercanos, entre ellos su hermano Roberto, alias Popeye (John Jairo Velásquez, fallecido en 2020), Otto y el Mugre, desencadenó en respuesta una nueva guerra total. Decenas de pistoleros ejecutaron a un centenar de policías hasta febrero y los carros bomba reaparecieron en las grandes ciudades a partir de diciembre de 1992. Si bien los mecanismos ya no eran tan sofisticados; las pérdidas humanas y materiales fueron cuantiosas, pues los atentados ya no iban dirigidos a un objetivo específico, sino que eran totalmente indiscriminados. En Medellín murieron 19 personas, en Bogotá 39 y en Barrancabermeja 16. El Valle de Aburrá se vio afectado por 3 ataques en diciembre del 92 y en Bogotá las explosiones se sucedieron a partir de enero de 1993: el 20 en el norte, el 30 frente a la Cámara de comercio, mediando febrero en dos áreas comerciales y en abril 15 en Centro 93.
Pese a la dura arremetida de los terroristas, las autoridades asesinaron hasta marzo de 1993 a 100 sicarios y 10 jefes militares del Cartel, entre los que se contaban el Chopo (Mario Castaño Molina), HH (Hernán Darío Henao) y el Palomo (Jhonny Edison Rivera), todos hombres de confianza de Escobar. También fueron apresados 1900 sospechosos de pertenecer a la organización, y se rindieron 18 altos mandos de su ala militar. Esto ―sumado a la derrota por bandas rivales de sus grupos de gatilleros―, en una guerra que dejó 300 muertos, terminó por debilitar decisivamente al grupo de Medellín que en 8 meses perdió el 80% de su capacidad bélica. Como añadidura, el 30 de enero hizo su aparición pública una estructura paramilitar que se autodenominó Los Pepes (Perseguidos por Pablo Escobar), detrás de la que estaban los hermanos Castaño y que se dedicaría a matar a los testaferros, contadores, abogados y familiares del capo, como también a destruir sus propiedades y minar sus finanzas.

### Muerte
Que a mí nunca en la gran puta vida me van a coger, y que yo desde la selva los mando matar a todos y a la larga los que van a perder van a ser ellos.
Escobar en tono amenazante en un audio interceptado.

El día 2 de diciembre de 1993, un día después de haber cumplido 44 años, Escobar fue arrinconado por la Fuerza Pública y por las amenazas que pesaban sobre su familia. El capo trató de negociar su rendición, condicionándola a la salida del país de su mujer y sus hijos, pero esta vez su propuesta no halló eco entre el poder Ejecutivo. Si bien logró evadir al Bloque de Búsqueda durante 6 meses más, la muerte de su jefe de seguridad el Angelito (León Puerta Muñoz), en octubre de 1993, lo dejó desprotegido, al mando ya de sicarios rasos. Finalmente, la preocupación por la situación de su esposa e hijos ―refugiados en Residencias Tequendama bajo estricta vigilancia policial después de buscar fallidamente asilo en Estados Unidos y Alemania― fue utilizada como carnada por el Gobierno para atraer a Escobar quien hasta ese momento padecía problemas gástricos y presuntamente había anunciado formar un grupo armado denominado Antioquia Independiente.
El Bloque de Búsqueda se entregó a la tarea de localizar a Escobar hasta que, después de un año y cuatro meses de intensas labores de inteligencia, el 1 de diciembre de 1993, consiguió rastrear y localizar seis llamadas que Escobar le hizo a su hijo.
Previamente unidades de inteligencia de señales de la DIJIN habían localizado el paradero del capo mediante tecnología francesa y británica adquirida por la Policía Nacional en 1991 y operada por oficiales y suboficiales de inteligencia de la Policía colombiana. En una entrevista con Gilberto Rodríguez Orejuela, este dijo haber ayudado a la compra de dicha tecnología.
Esa misma tarde del 2 de diciembre de 1993, unidades del bloque de búsqueda rodearon la casa donde se ocultaba una vez fuera localizado en el barrio Los Olivos, un barrio de clase media de la ciudad de Medellín. Al momento de ser descubierto en su escondite, lo cuidaba solamente un sicario, Álvaro de Jesús Agudelo (el Limón), el cual murió abatido cuando se enfrentó con los agentes que ingresaron a la vivienda donde se ocultaba el capo.
Al verse acorralado, Pablo Escobar intentó escapar por los tejados de las casas aledañas y recibió tres tiros. El primer de los tres disparos que lo impactaron procedió del fusil de un agente que cubría la salida posterior de la casa. Lo recibió cuando intentó volver sobre sus pasos, en el tejado, y fue alcanzado en la parte de atrás del hombro por una bala que se alojó entre los dientes 35 y 36, según el dictamen de los forenses. Probablemente el capo caería sobre el techo de teja tras este impacto. Un segundo disparo localizado en el muslo izquierdo, le impidió volver a levantarse. Finalmente, el tercero y más polémico alcanzó su cabeza a poca distancia (este sería negado después por el Bloque de Búsqueda) y entró desde el lado derecho de la cara, cerca del oído, para salir por la izquierda. La bala le mató de forma instantánea.
De su muerte existen varias hipótesis:

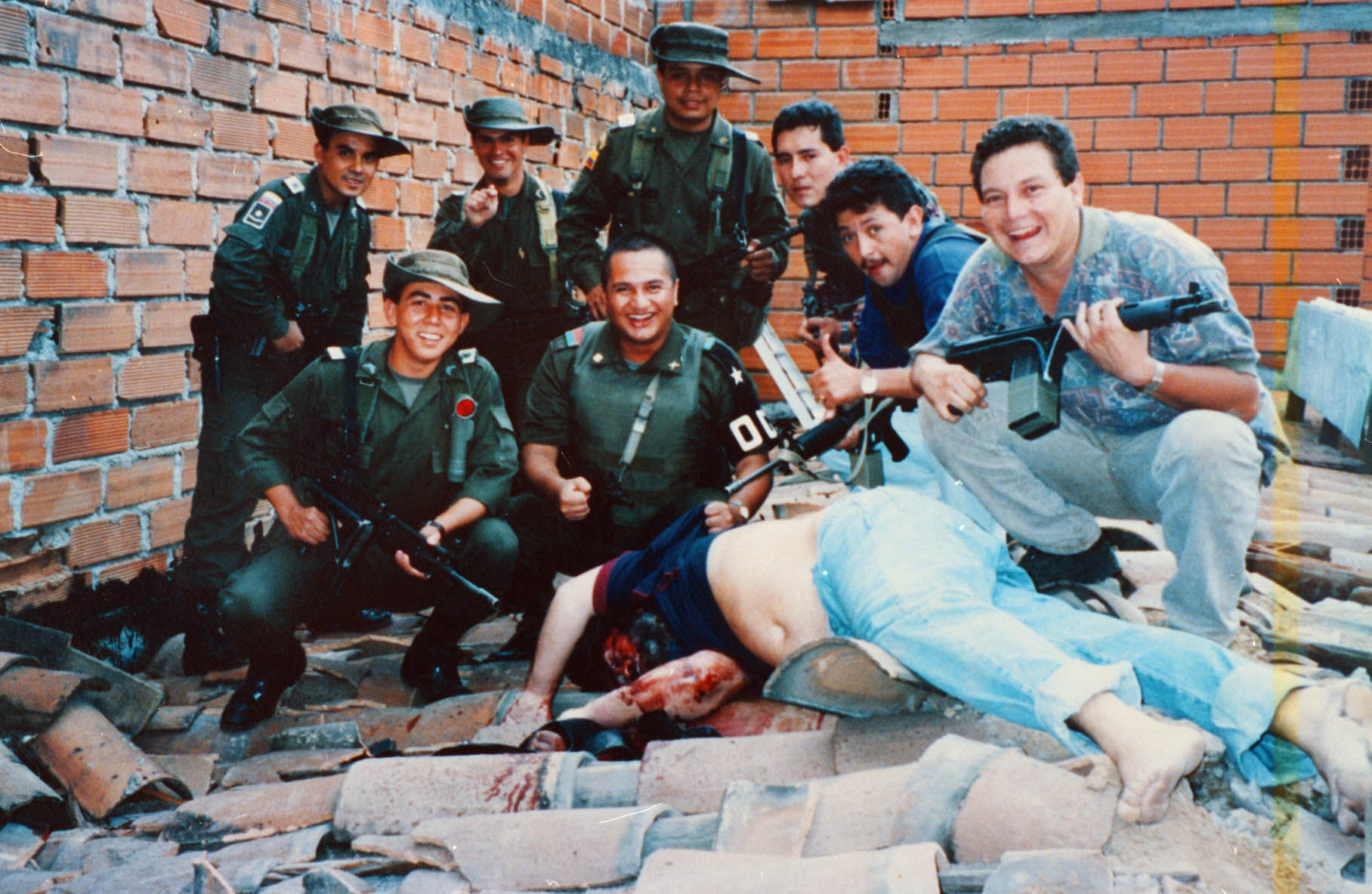
Miembros del Bloque de Búsqueda con el cuerpo de Pablo Escobar, muerto en un tiroteo tras diecisiete meses de intensa búsqueda.

- Se suicidó mediante un disparo debajo del oído.[102] Esta versión coincide con el lema de Los Extraditables: «Preferimos una tumba en Colombia a una cárcel en Estados Unidos» y es la versión que defiende su familia.[103]
- Le disparó un francotirador del grupo Los Pepes.[104]
- Le disparó un oficial de la DIJIN que formaba parte del Bloque de Búsqueda.[104]
- Le disparó un francotirador de la Delta Force (DF).[104]
- Le disparó el tiro de gracia el coronel Hugo Heliodoro Aguilar, quien lideró el grupo de asalto que llegó a la casa.[105]
- Le disparó Carlos Castaño Gil, máximo líder de las Autodefensas Unidas de Colombia (AUC), según una confesión de un paramilitar llamado José Antonio Hernández, conocido por el alias John.[106][107][108]
- Fue acribillado por un escuadrón del Bloque de Búsqueda.[109] Esta escena se representa en un célebre cuadro de Botero,[110] y es la versión oficial.

### Reacciones a su muerte

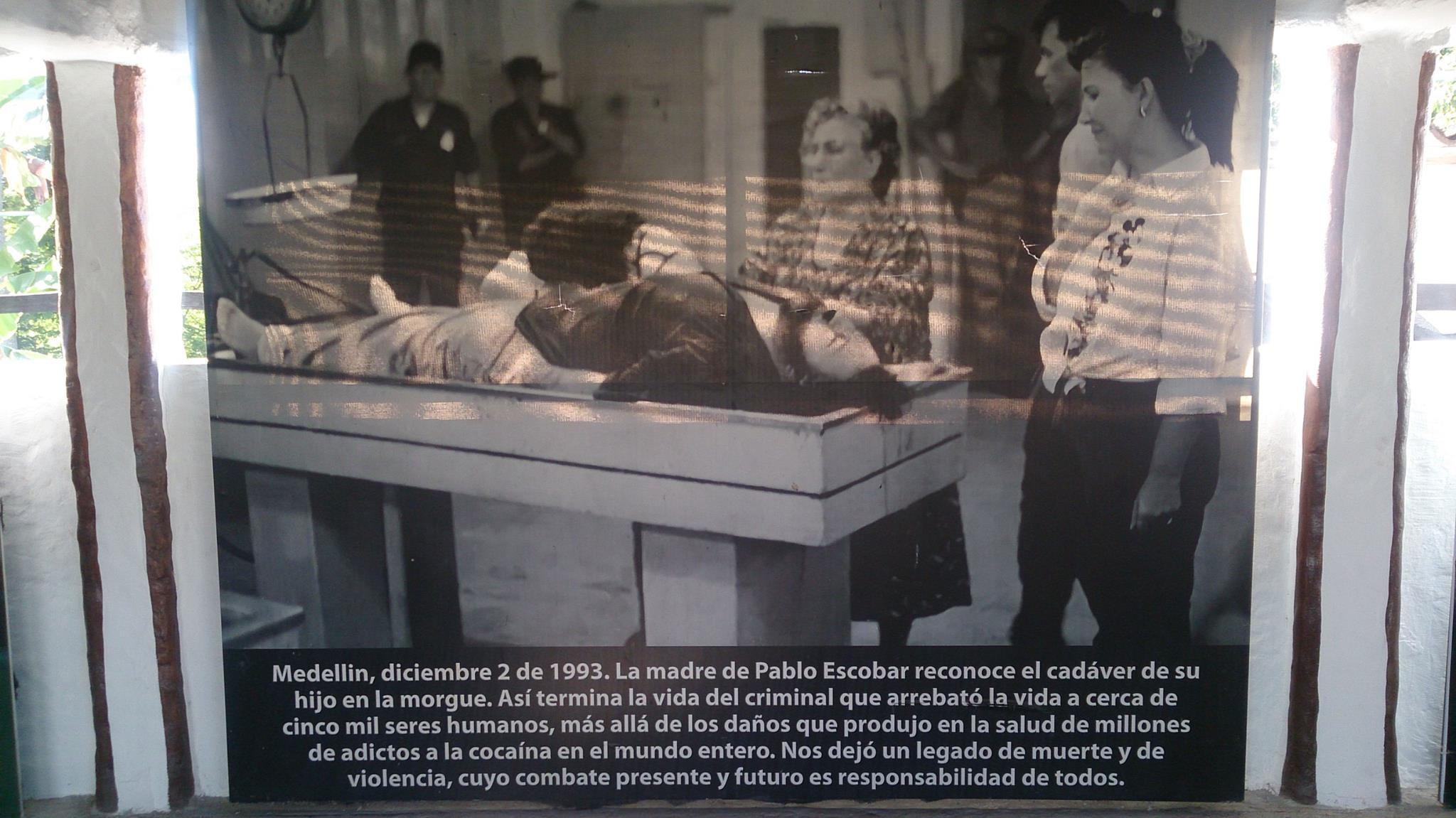
Cadáver de Escobar en la morgue

La muerte de Escobar generó distintas reacciones: su familia y sus protegidos lloraron su muerte, y a su entierro asistieron miles de personas, en su mayoría de los barrios pobres de Medellín. La prensa y el Gobierno lo consideraron un triunfo en la lucha contra las drogas ilícitas y el principio del fin del tráfico de estupefacientes, lo que no ha sucedido hasta la fecha; hoy en día guerrilleros y grupos de delincuencia organizada conocidos como Bacrim (Bandas criminales) se disputan el negocio del narcotráfico. Aunque inmediatamente a su abatimiento, los carteles de Cali y Norte del Valle tuvieron control del narcotráfico hasta sus respectivas disoluciones.
Entre los mitos sobre su muerte figura uno que dice que no murió, que contrató a un doble y que está escondido disfrutando de su dinero.
Su imagen continúa hoy en día muy vigente. Sus fotos se venden al lado de las del Che Guevara.

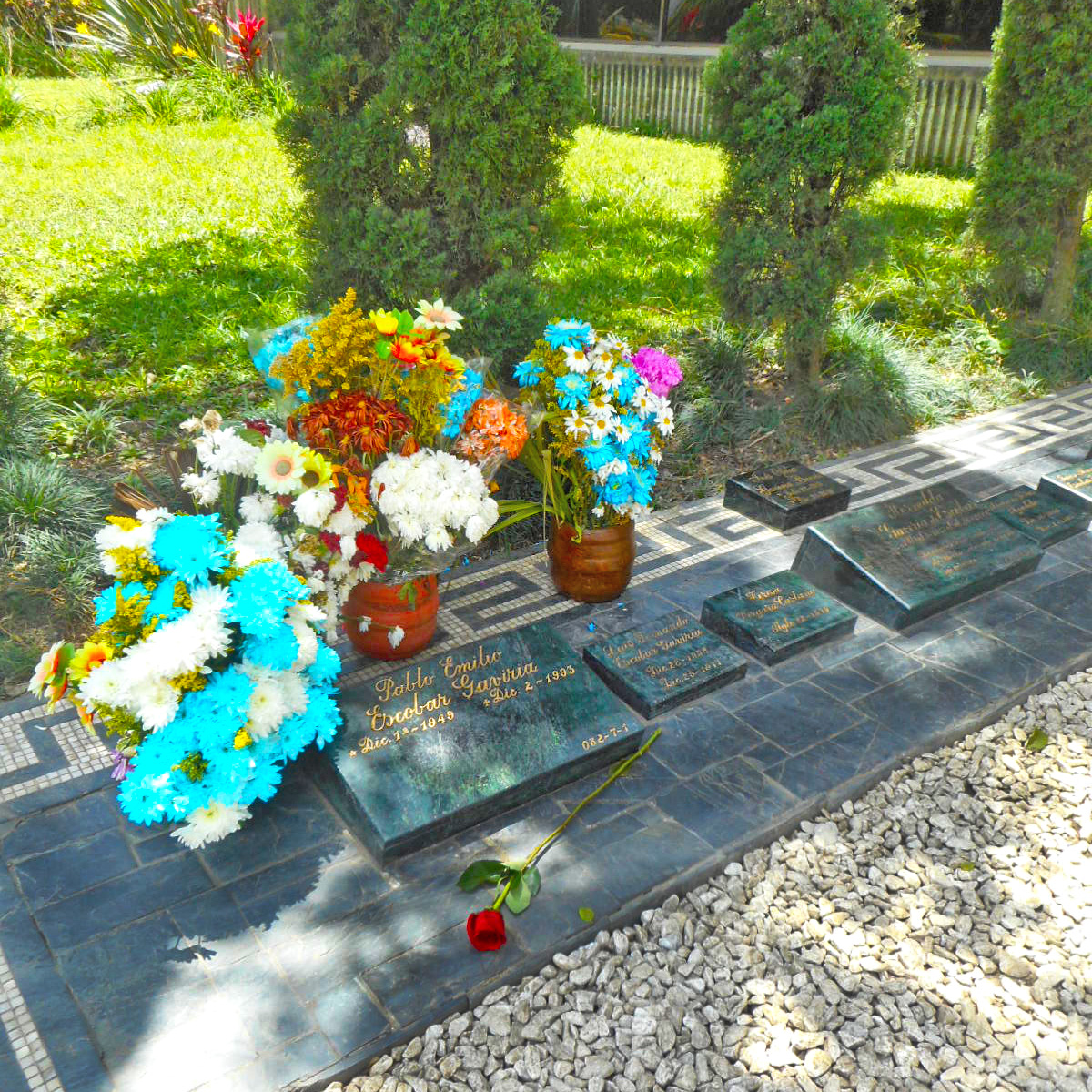
Tumba de Escobar en el Cementerio Jardines de Montesacro, en Itagüí

Su leyenda forma parte del circuito turístico de Medellín. Su hacienda en el campo ahora es un museo visitado por miles de turistas al año.

#### Exhumación
El cadáver de Pablo Escobar fue exhumado el 28 de octubre de 2006 a petición de algunos de sus familiares con el propósito de tomar una muestra del ADN para confirmar la presunta paternidad de un hijo extramatrimonial y despejar cualquier duda sobre la identidad del cuerpo que llevaba 12 años enterrado junto a sus padres. Un vídeo del momento fue transmitido por el canal RCN hecho que disgustó a su hijo Juan Sebastián Marroquín (Juan Pablo Escobar) quien acusó a su tío Roberto Escobar Gaviria y al sobrino del capo Nicolás Escobar ―que coordinó el acto― de ser «mercaderes de la muerte».

## En la cultura popular
Al ser uno de los personajes más famosos de Colombia y del mundo, Escobar ha sido retratado en innumerables formatos para distintos públicos alrededor del mundo. Ha sido objeto de estudio en documentales, y varios actores lo han interpretado.

### Series de televisión
- El Patrón del Mal (Escobar el Patrón del Mal) (2012): Fue interpretado por Hernán Mauricio Ocampo (Escobar niño), Mauricio Mejía (Escobar joven), y Andrés Parra (Escobar adulto).[118]
- Los Tres Caínes (2013): Interpretado por el actor colombiano Juan Pablo Franco.
- Bloque de búsqueda (2016): interpretado por Arturo Álvarez.
- Sobreviviendo a Escobar, alias JJ (Surviving Escobar - Alias JJ): Interpretado por Juan Pablo Franco.
- En la boca del lobo: Interpretado por Fabio Restrepo.
- Narcos (2015-2017)ː Como él mismo (archivo): Fue interpretado por el actor brasileño Wagner Moura.
- El Chapo (2017-2018): Interpretado por Mauricio Mejía. Serie de Netflix
- El general Naranjo (2019-2020): Interpretado por el actor colombiano Federico Rivera.
- Paraiso Blanco (2023-2024): Interpretado por el actor Andrés Castañeda.

### Películas
- Blow (2001)ː Interpretado por el actor neozelandés Cliff Curtis
- Escobar: Paradise Lost (2014)ː Interpretado por Benicio del Toro
- American Made (2017)ː Interpretado por Mauricio Mejía.
- Loving Pablo (2017)ː Fue interpretado por el actor y director español Javier Bardem.

### Documentales
- Los archivos privados de Pablo Escobar
- Pablo Escobar ¿ángel o demonio?
- El canal de televisión ESPN hizo el documental "Los Dos Escobar" en 2010 el día lunes 21 de junio sobre la vida del futbolista Andrés Escobar Saldarriaga y el narcotraficante Pablo Emilio Escobar Gaviria y describía por medio de testimonios los vínculos que hubo en la década de finales de los años 70 y las décadas de 1980 y 1990 entre equipos del fútbol profesional colombiano y narcotraficantes de los carteles de Medellín y Cali.[119][120][121]
- En 2012 Caracol Televisión Colombia hizo un documental llamado Los tiempos de Pablo Escobar. Lecciones de una época.[122][123]

### Música
Se han compuesto varias canciones de diferentes géneros musicales en honor a Pablo Escobar y otras en las cuales es mencionado.